# Albert River (vattendrag i Australien, Queensland, lat -27,70, long 153,25)
Albert River är ett vattendrag i Australien. Det ligger i delstaten Queensland, omkring 34 kilometer sydost om delstatshuvudstaden Brisbane.
Runt Albert River är det i huvudsak tätbebyggt. Runt Albert River är det ganska glesbefolkat, med 38 invånare per kvadratkilometer. Genomsnittlig årsnederbörd är 1 424 millimeter. Den regnigaste månaden är januari, med i genomsnitt 275 mm nederbörd, och den torraste är oktober, med 21 mm nederbörd.